# OMV World Rally Team
OMV World Rally Team es un equipo privado de rallyes que compitió en las temporadas 2006 y 2007 del Campeonato Mundial de Rally bajo los nombres de: OMV Peugeot Norway y OMV Kronos Citroën World Rally Team. 
El equipo fue gestionado por Bozian Racing el primer año y por Kronos Racing el segundo año. En él compitieron cuatro pilotos y obtuvieron dos segundos puestos: Gran Bretaña y Alemania, como mejores resultados.

## Trayectoria
| Temporada                           | Piloto          | Vehículo             | Pruebas Victorias | Posición final | Campeo. Construc. |
| ----------------------------------- | --------------- | -------------------- | ----------------- | -------------- | ----------------- |
| OMV Kronos Citroën World Rally Team |                 |                      |                   |                |                   |
| 2007                                | Manfred Stohl   | Citroën Xsara WRC    | 16 / 0            | 9º             | 5º                |
| 2007                                | Daniel Carlsson | Citroën Xsara WRC    | 5 / 0             | 14º            | 5º                |
| 2007                                | François Duval  | Citroën Xsara WRC    | 3 / 0             | 10º            | 5º                |
| OMV - Peugeot Norway                |                 |                      |                   |                |                   |
| 2006                                | Manfred Stohl   | Peugeot 307 WRC Evo2 | 16 / 0            | 4º             | 4º                |
| 2006                                | Henning Solberg | Peugeot 307 WRC Evo2 | 12 / 0            | 8º             | 4º                |

## Galería

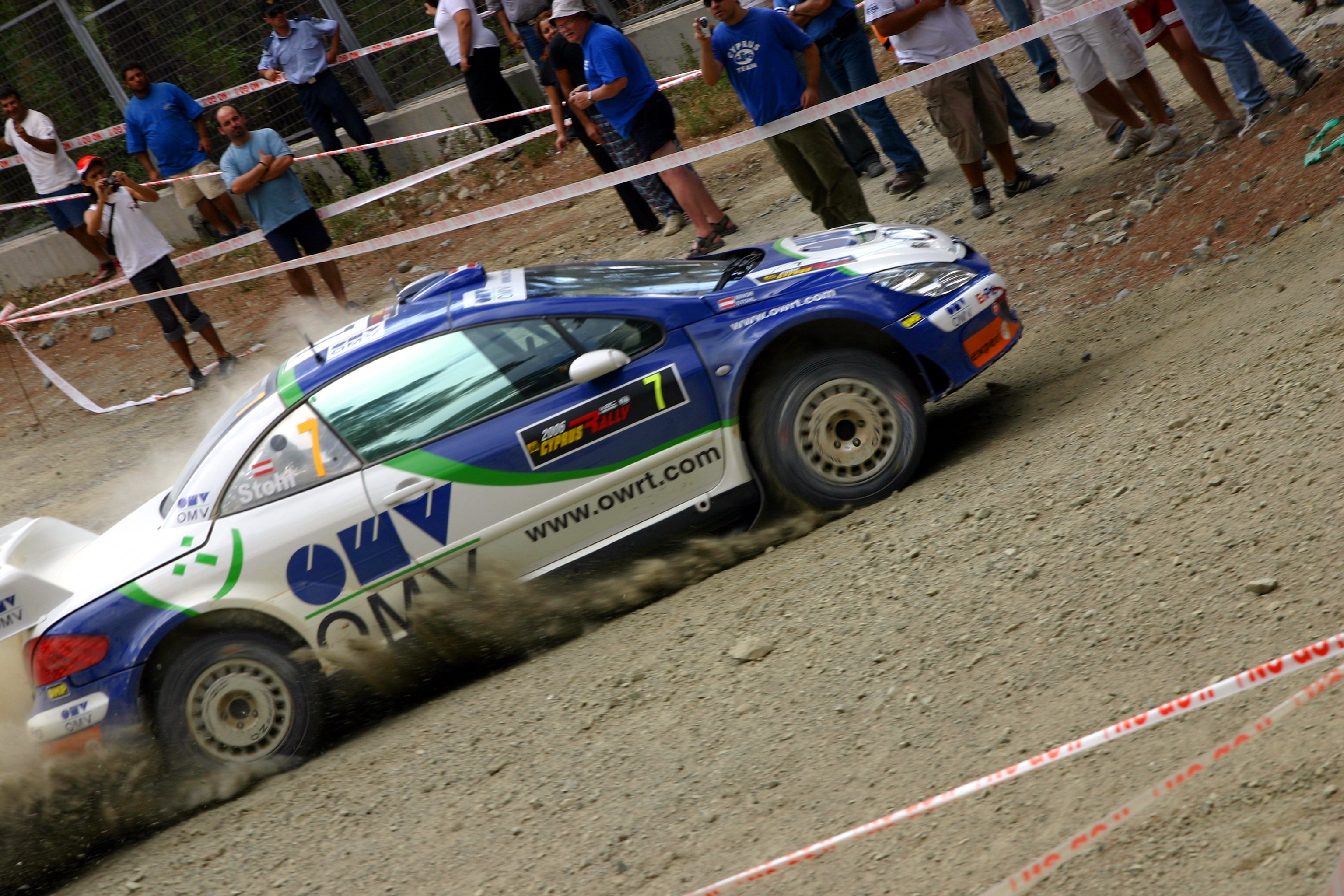
Manfred Stohl con el Peugeot 307 WRC en Chipre 2006.
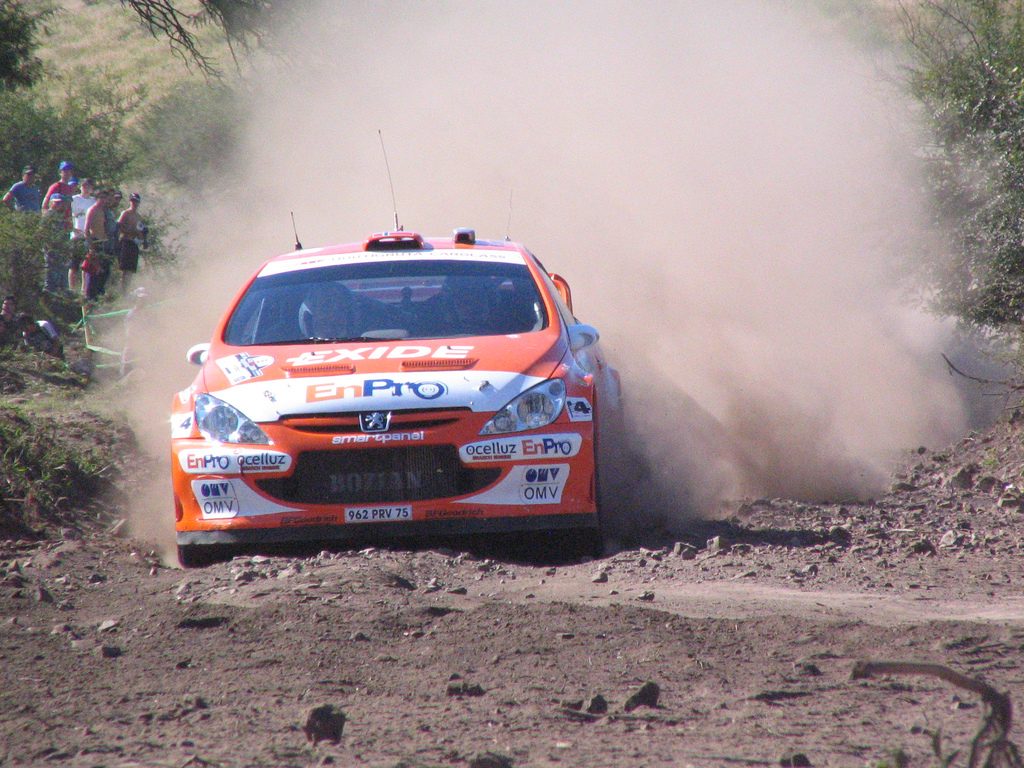
Henning Solberg en 2006.
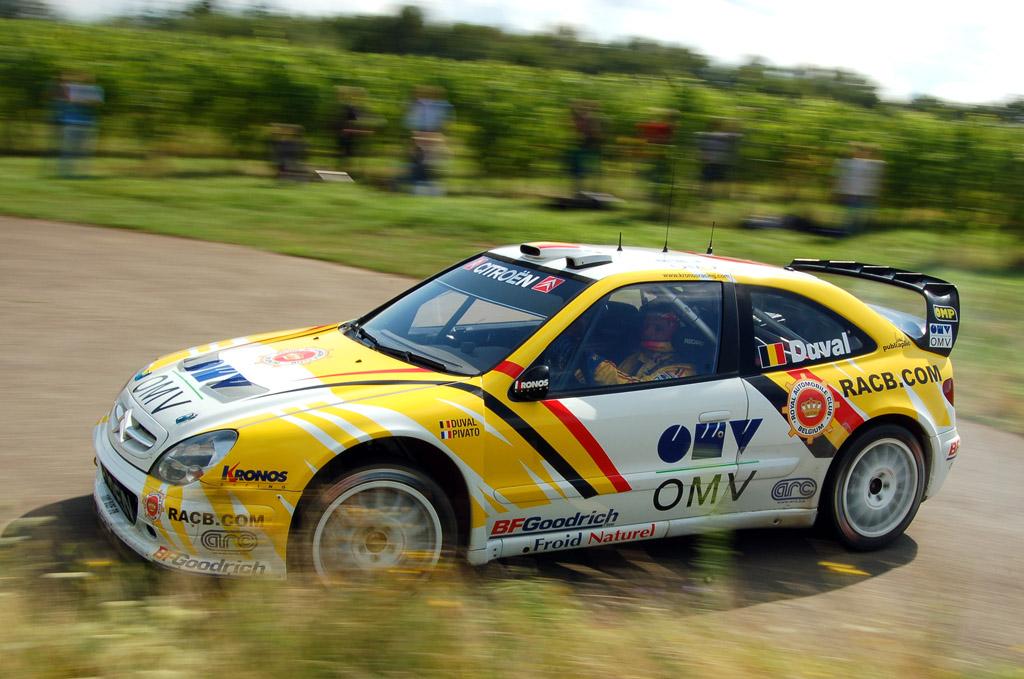
François Duval con el Citroën Xsara WRC en 2007.
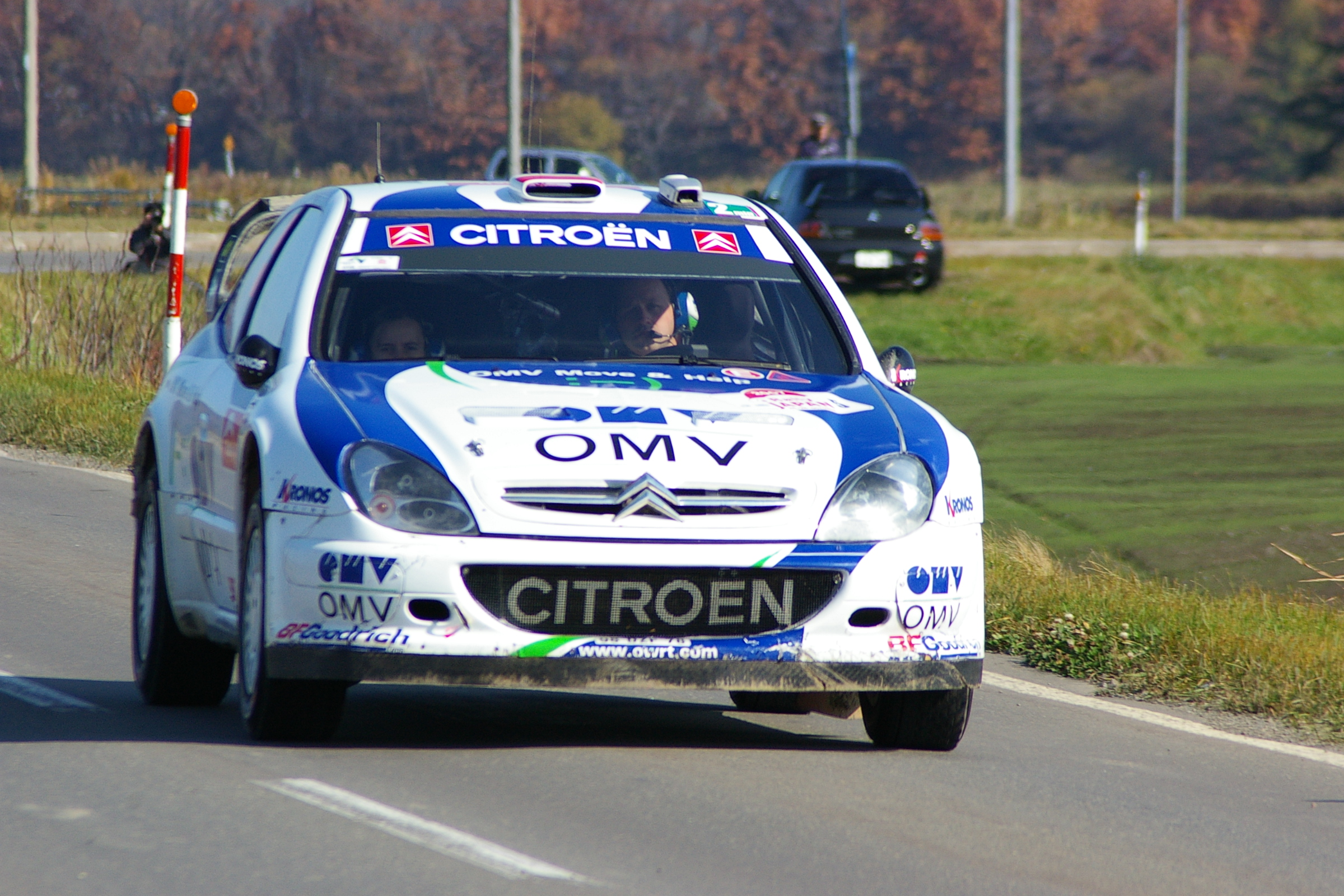
Sothl en 2007.